# ヒオウギガイ
ヒオウギガイ（桧扇貝、学名 Mimachlamys nobilis）は、二枚貝綱イタヤガイ目イタヤガイ科の1種。食用になる貝で、アッパガイ、バタバタ、チョウタロウ、虹色貝などの別名、緋扇貝の表記がある。

## 生態
殻長は10cmほどで、形状は扇形。殻頂の前後に耳状突起がある。右殻の前方の耳状突起の直下には櫛の歯状に切れ込みがあり、ここから足糸を出し、右の殻を下にして石や岩に固着する。貝殻の色は赤、橙、黄、紫などで、1個体は単色だが、個体によって変異に富んでいる。ただし、野生個体は褐色の個体が多いようである。人工採卵して養殖を行うと、遺伝的に固定した様々な色彩変異個体を得ることができる。鮮やかな黄色や紫色の個体に高い商品価値がつけられて、よく養殖されている。和名は、貝の形や色を、古代に桧材の薄板を束ねて作った扇である桧扇に例えたものである。
日本の房総半島以南に分布し、干潮線帯から水深20mくらいまでの岩礁に生息する。
ホタテガイと同じイタヤガイ科であるが、岩礁に足糸によって強固に固着しているため、危険が迫ってもホタテガイやイタヤガイなど砂泥底生のイタヤガイ科の貝と同じように、二枚の貝殻を開閉し水流を起こし泳いで逃避することは出来ない。

貝殻が白っぽい個体
貝殻が赤い個体

## 水産
主に真珠養殖の副産物として養殖されている。アコヤガイが板状の網でサンドイッチ状にはさんで養殖されるのに対し、内部が何段かに仕切られた円筒形の網籠で養殖されている。真珠筏にて稚貝から直径10cm程度になるまで成長させ、出荷される。

### 主な産地
順不同
- 三重県志摩市 - 英虞湾の真珠筏で養殖されている。尚「虹色貝」（にじいろがい）という名は志摩市内の漁協で商標となっている。他に、焼くと貝が開いたり閉じたりを繰り返すことから「アッパッパ貝」とも呼ばれている。2005年には3ヶ月ほど麻痺性貝毒（有毒渦鞭毛藻の一種の摂取による毒素蓄積）のために出荷の自主規制が行われていた。
- 島根県（特に隠岐諸島）
- 愛媛県愛南町にて養殖されており、貝殻の加工品が土産物として売られている[1]。
- 高知県香南市・中土佐町 - 県内では「長太郎貝」（ちょうたろうかい）として食用されている。
- 大分県佐伯市、特に旧蒲江町で養殖されている。
- 熊本県天草郡[2]

## 食材

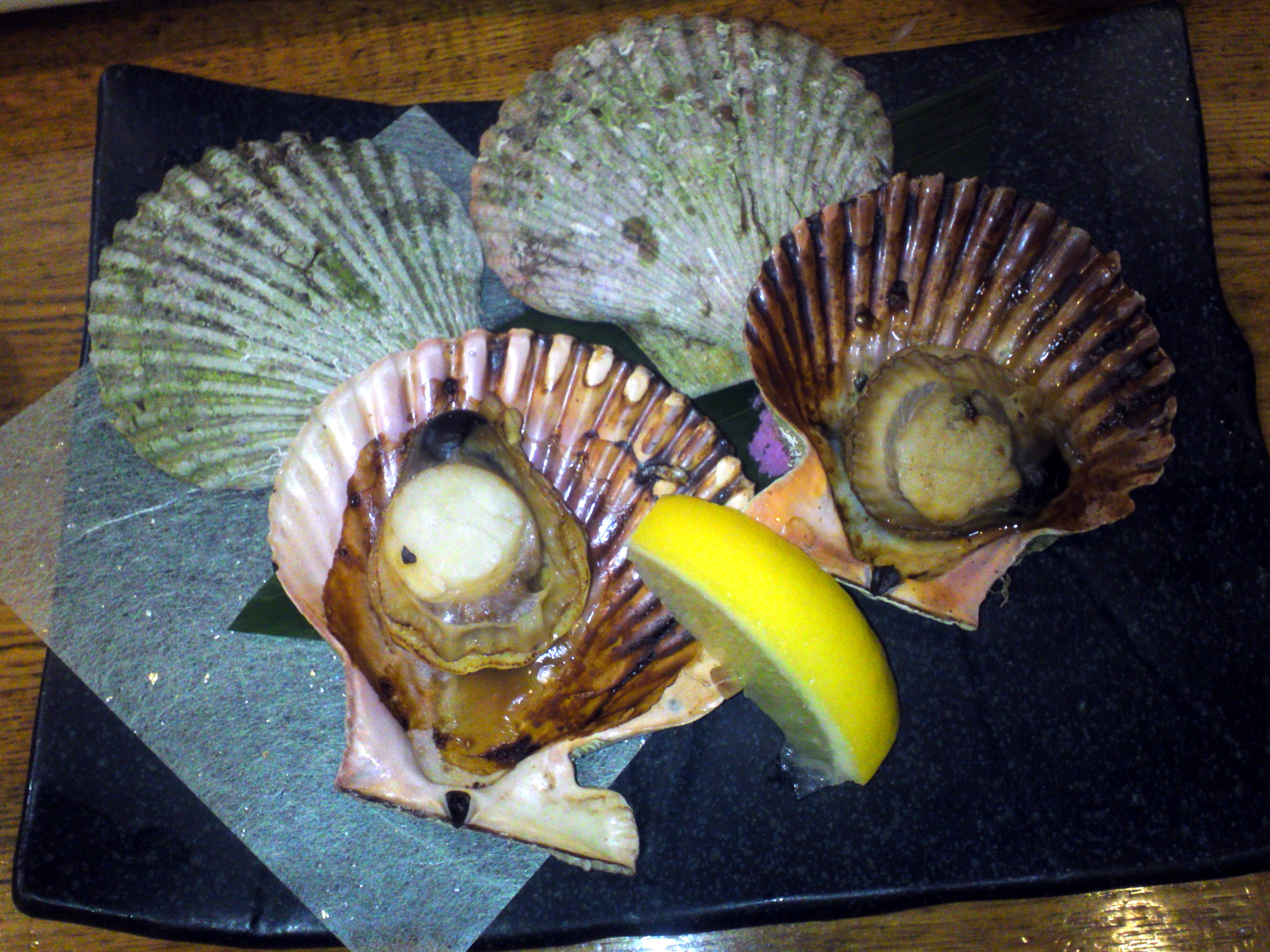
焼いた檜扇貝

貝柱を食用とする。そのまま焼いたり、刺身、ステーキ、お好み焼きの具などに使われたりする。また主に加熱しての食用であるがヒモ（貝ヒモ）と呼ばれる外套膜も「ウロ」と呼ばれる暗緑色の中腸腺も食べられるが、中腸腺は他の部位よりも貝毒が蓄積され易い。なお、ホタテガイ類の「ウロ」にはカドミウム(Cd)や貝毒が蓄積される性質があるため食用にはされない。

## 工業
従来、貝柱を食用とした後は捨てられていたが、貝殻の美しさに着目し、加工して土産物等にしているケースが存在する。